# Magnus Berglöf
Magnus Sten Berglöf, född 25 mars 1987 i Torslanda församling, är en svensk fotbollsmålvakt som spelar för Kungsbacka IF.

## Karriär
Berglöfs moderklubb är Torslanda IK. Mellan 2002 och 2005 spelade han för BK Häcken. Under 2006 spelade han för Lindome GIF. Mellan 2008 och 2010 spelade han Berglöf för Torslanda IK i Division 1 Södra. Mellan 2011 och 2013 spelade han för Ljungskile SK i Superettan.
Inför säsongen 2014 skrev Berglöf på för Syrianska FC. I juli 2014 skrev han på för Gais. I januari 2015 förlängde Berglöf sitt kontrakt med ett år. 2017 var han reservmålvakt i Utsiktens BK.
I mars 2021 blev Berglöf klar för en comeback i Kungsbacka IF. Han spelade 21 matcher i division 5 under säsongen 2021 då klubben blev uppflyttad till division 4.